# Jürgen Schramke
Jürgen Schramke (* 12. August 1942 in Sorau, Deutsches Reich; † 5. August 2016 in Göttingen) war ein deutscher Romanist und Germanist.

## Leben
Jürgen Schramke stammte aus der Niederlausitz und wuchs nach der Flucht seiner Familie zunächst in Heide, dann in Rendsburg auf. Im Anschluss an ein Studium der Germanistik, Romanistik und Philosophie in Tübingen, Kiel, Göttingen und Aix-en-Provence war er Doktorand von Walther Killy und zwischen 1972 und 1975 wissenschaftlicher Angestellter am Göttinger Seminar für Romanische Philologie. Als vom DAAD beauftragter Lektor unterrichtete er zwischen 1976 und 1981 am Germanistischen Institut der Universität der Provence in Marseille. Mit einem Forschungsstipendium lebte er anschließend in Paris und seit 1984 wieder in Göttingen. Im Anschluss an seine an der dortigen Universität im Jahre 1995 abgeschlossene Habilitation wirkte er zwischen 1996 und 2009 als Privatdozent am Göttinger Seminar für Deutsche Philologie. Seine umfangreiche Forschungstätigkeit betraf vor allem das Zeitalter der Aufklärung und der Weimarer Klassik, aber auch Heine und deutsche und französische Romanautoren des 19. Jahrhunderts.

## Schriften (Auswahl)
- Zur Theorie des modernen Romans. C. H. Beck, München 1974. ISBN 978-3-406-05293-4.
- Teoria del romanzo contemporaneo. Liguori, Neapel 1980. ISBN 88-207-0863-9.
- Wilhelm Heinse und die Französische Revolution. Niemeyer, Tübingen 1986. ISBN 978-3-484-32040-6. Reprint 2015.
- Das Prinzip Enthusiasmus: Wandlungen des Begriffs im Zeitalter der Aufklärung und der Französischen Revolution. Universitätsverlag, Göttingen 2018. ISBN 978-3-86395-365-2.
- Goethe als Naturforscher – Philosophie im Gedicht. In: S. Hartard und C. Stahmer (Hrsg.): Magische Dreiecke. Berichte für eine nachhaltige Gesellschaft. Bd. 3: Sozio-ökonomische Berichtssysteme. [3. Weimarer Kolloquium der Vereinigung für ökologische Ökonomie 2001] Metropolis-Verlag, Marburg 2002, ISBN 978-3-89518-389-8, S. 162–216.